# Cascantum
Cascantum —antes Kaiskata—, fue una ciudad romana construida sobre una celtíbera, conquistada por los vascones y que se correspondería con la actual Cascante, Navarra.  Cascantum se ubicaba sobre la vía romana que unía Caesaraugusta con Asturica Augusta. Llegó a acuñar moneda tanto en época celtibérica como romana.

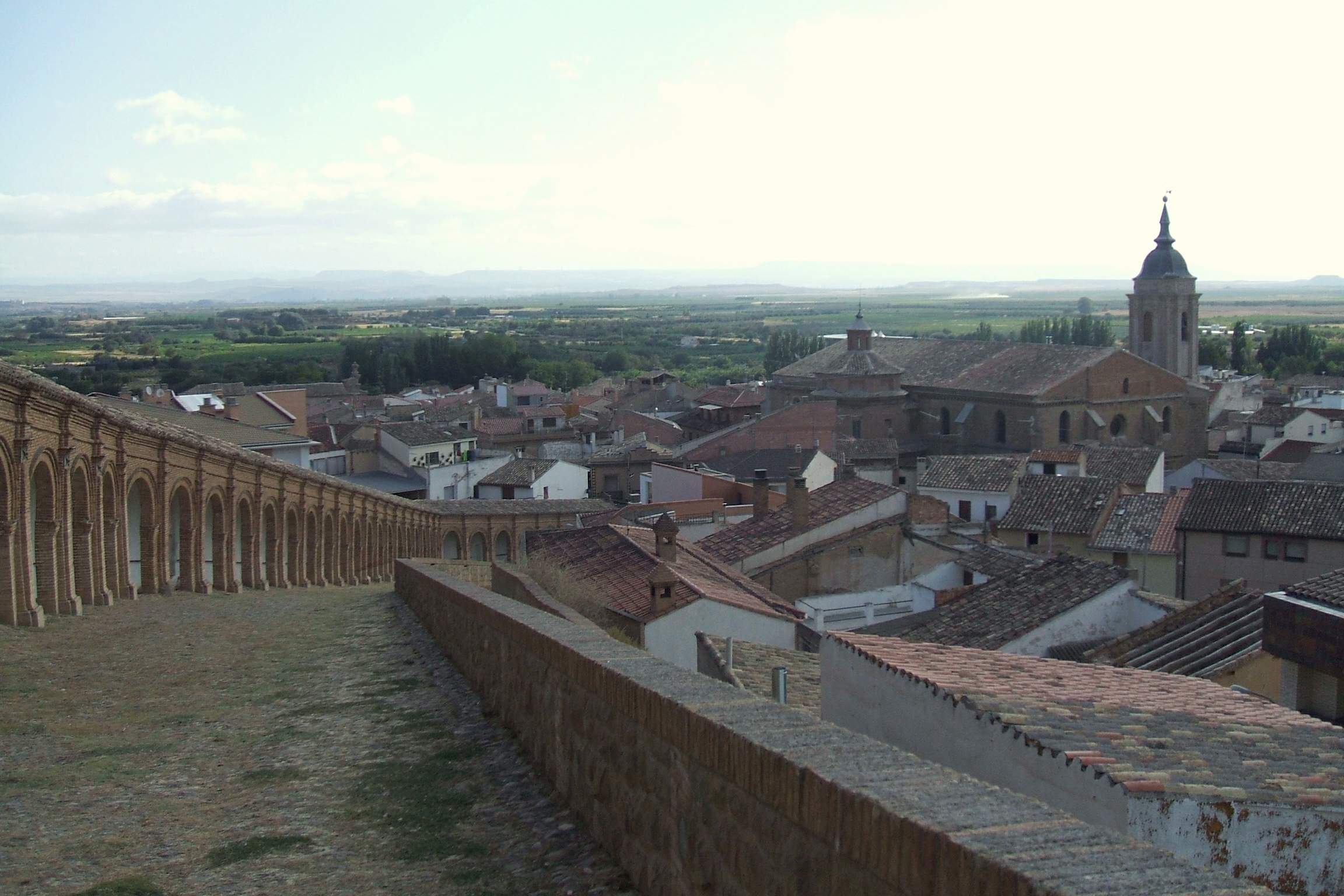
Vista del actual Cascante desde la loma de la Virgen del Romero.

## Historia
En época celtibérica debió pertenecer a la tribu de los lusones que controlarían los valles del Queiles y del Huecha y el área del Moncayo.
La ciudad fue destruida por Quinto Sertorio en el 76 a. C. en el contexto de las guerras sertorianas corriendo la misma suerte que sus vecinas Bursau y Graccurris. El asentamiento debió situarse el mismo solar que actualmente ocupa el santuario de Nuestra Señora del Romero. En la ladera de este cerro, María Ángeles Mezquíriz, en el transcurso de unas excavaciones llevadas a cabo en los años 70 se descubrió una vivienda con pavimento de opus signinum, además de una ánfora de vino descubierta en 1962.
Según Ptolomeo, en época romana formaba parte de las póleis de los Vascones. Plinio, el Viejo la incluye como ciudad entre los oppida Latina del Convento Jurídico Cesaraugustano (Plin. Nat. 3, 24). Probablemente, este título municipal, que aún figura hoy día en el lema del actual escudo de Cascante, debe concederse en época de Augusto, hacia el 15 o 13 a. C. coincidiendo con el momento de la intensa reorganización administrativa y territorial de este emperador en la Península ibérica.